# Принцевы острова
При́нцевы острова́ (Кызыладалар; тур. Kızıl Adalar — «красные острова», Prens Adaları — «принцевы острова» или просто Adalar — «острова»; греч. Πριγκηπόννησα, Pringeponnesa; др.-греч. Πριγκήπων νήσοι, Pringēpōn nēsoi) — группа из девяти островов недалеко от берега Стамбула, Турция, в Мраморном море. Административно составляют район Адалар провинции Стамбул.

## География
Острова в составе района Адалар:
1. Бююкада (тур. Büyükada — «большой остров») или Принкипос (греч. Πρίγκηπος, Prínkēpos — «принц») площадью 5,36 км²
2. Хейбелиада (тур. Heybeliada — «остров с сумкой») или Халки (греч. Χάλκη, Chalki) площадь 2,4 км²
3. Бургаз (тур. Burgazada) или Антигони (греч. Αντιγόνη, Antigoni) площадь 1,5 км²
4. Кыналыада (тур. Kınalıada — «остров с хной») или Проти (греч. Πρώτη, Proti — «первый», поскольку он находится ближе всех к Константинополю) площадь 1,3 км²
5. Седефадасы[англ.] (тур. Sedefadası — «перламутровый остров») или Теревинтос или Теревинф (греч. Τερέβινθος, Terebinthos) площадью 0,157 км²
6. Яссыада (тур. Yassıada — «плоский остров») или Плати (греч. Πλάτη, Plati) площадью 0,05 км²
7. Сивриада (тур. Sivriada — «остроконечный остров») или Оксея (греч. Οξειά, Oxeia) площадью 0,05 км²
8. Пиде или Пита (греч. Πίτα, Pita) или Кашыкадасы (тур. Kaşıkadası) — «остров-ложка», назван так из-за своей формы площадью 0,006 км²
9. Тавшанадасы[англ.] (тур. Tavşanadası — «заячий остров») или Неандрос (греч. Νέανδρος, Neandros) площадью 0,004 км²

## История
Во времена Византии принцев и других близких к императорам особ в качестве наказания ссылали на острова. После 1302 года, когда османы захватили г. Пили (Ялова), на острова устремился поток греческих беженцев из Малой Азии. Сами острова были захвачены османами лишь в 1453 году, незадолго до падения самого Константинополя. Позднее на Принцевы острова отправляли родственников оттоманских султанов.
В течение XIX века острова стали популярным местом отдыха состоятельных греков, армян и евреев Константинополя. Население островов стало более этнически турецким из-за притока турецкого капитала, процесс начался в первые дни становления турецкой республики, когда британский яхт-клуб в Бююкада был приватизирован Anadolu Kulübü для турецких парламентариев. Тем не менее, греческие и еврейские общины до сих пор составляют небольшую часть населения островов.
Принцевы острова были выбраны в качестве места проведения «Совещания на Принцевых островах», которое было запланировано на 15 февраля 1919 года. В ходе совещания предполагалось выработать договор о дальнейшей судьбе России. На совещании должны были присутствовать представители Союзных держав, Советской России и Белого движения. Совещание не состоялось в связи с отказом представителей Белого движения участвовать в совещании.

## Население
В 1912 году на островах проживали:
- Греки — 10 250 чел.
- Турки — 670 чел.
- Армяне — 300 чел.[3]

Турки тогда проживали в основном на острове Хейбелиада. Остров Кыналыада облюбовали армяне, а остров Бююкада — евреи и левантинцы.
По данным 2011 года население островов составляет 13 883 человек.
Греческое население островов преимущественно принадлежит к местной Принкипонисской митрополии Константинопольской православной церкви.

## Туризм
В летние месяцы Принцевы острова — популярное направление однодневных путешествий из Стамбула. На острове Бююкада курсирует электротранспорт, есть миниавтобусы, с оплатой по Istanbulkart. Миниавтобусы имеют определенный маршрут. До островов можно доехать на пароме (время в пути около полутора часов) как из азиатской части города (в Бостанджы и Картал), так и из европейской — от пристани Кабаташ (Kabataş). Большинство паромов причаливают к четырём крупнейшим островам архипелага: Кыналыада, Бургазада, Хейбелиада и, наконец, Бююкада. Паромная переправа обслуживается компанией Istanbul Seabuses (İDO), которой руководит муниципалитет Стамбула.

## Знаменитые люди
Для многих жителей Турции острова ассоциируются с домом знаменитого писателя Саита Фаика Абасыяныка и легенды турецкого футбола Лефтера Кючюкандонядиса. На острове Бююкада (Принкипо) в 1929—33 годах, после высылки из СССР, жил Лев Троцкий. Здесь же имеется дом Решат Нури Гюнтекина, где до сих пор живут его потомки.
На Хейбелиаде родились: Ириней (Пандолеондос) — Митрополит Мелникский и Кассандрийский,  Азиз Несин — известный турецкий писатель, новеллист, драматург, романист, публицист, автор сатирических и юмористических рассказов. В разные годы на острове жили: Никодим (патриарх Иерусалимский) — бывший патриарх Иерусалимский (умер на острове в 1910 году), Исмет Инёню — второй президент Турции, Ахмет Расим — турецкий писатель, переводчик, историк и журналист, Сэр Эдвард Бартон — английский дипломат, отправленный в Османскую империю королевой Англии Елизаветой I (похоронен на острове), Хюсейн Рахми Гюрпынар (тур. Hüseyin Rahmi Gürpınar, 17 августа 1864 — 8 марта 1944) — турецкий писатель.

## Галерея
- Статуя Ататюрка на Бююкаде
- Исторический отель Сплендид Палас (1908) на Бююкаде
- Улица Бююкады
- Пристань Бююкады
- Особняк османской эпохи на Бююкаде
- Особняк османской эпохи на Бююкаде
- Турецкая военно-морская школа на Хейбелиаде
- Халкинская богословская школа на Хейбелиаде
- Марина Бургаза
- Пристань Бургаза
- Пристань Кыналыады
- Береговая линия Кыналыады
- Вид острова Седеф с Бююкады
- Яссыада
- Чайки, следующие за паромом, с Бююкадой на заднем плане и Хейбелиадой справа
- Сивриада
- Кашыкадасы («остров-ложка»), вид с Бургаза
- Тавшан Адасы